# Cochranella
Genre
Cochranella est un genre d'amphibiens de la famille des Centrolenidae.

## Répartition
Les neuf espèces de ce genre se rencontrent dans le nord de l'Amérique du Sud et en Amérique centrale.

## Liste des espèces
Selon Amphibian Species of the World (22 mai 2013) :
- Cochranella erminea Torres-Gastello, Suárez-Segovia & Cisneros-Heredia, 2007
- Cochranella euknemos (Savage & Starrett, 1967)
- Cochranella granulosa (Taylor, 1949)
- Cochranella guayasamini Twomey, Delia & Castroviejo-Fisher, 2014
- Cochranella litoralis (Ruiz-Carranza & Lynch, 1996)
- Cochranella mache Guayasamin & Bonaccorso, 2004
- Cochranella nola Harvey, 1996
- Cochranella phryxa Aguayo-Vedia & Harvey, 2006
- Cochranella resplendens (Lynch & Duellman, 1973)

## Étymologie
Le nom de ce genre est dédié à Doris Mable Cochran (1898-1968), zoologiste américaine.

## Publication originale
- Taylor, 1951 : Two new genera and a new family of tropical American frogs. Proceedings of the Biological Society of Washington, vol. 64, p. 33-40 (texte intégral).